# Josep Maria Garrut i Romà
Josep Maria Garrut i Romà (Barcelona, 12 de desembre de 1915 - 10 de desembre de 2008) fou un escriptor, historiador i pessebrista català.
Nascut a la Plaça Nova (Barcelona) el 1915. Va estar casat tres cops: el primer amb Maria Rosa Galí, amb qui compartia la seva passió pels pessebres i en segones núpcies amb la pintora Maria Teresa Oliva. Quan tenia entre 9 i 11 anys va conèixer a Antoni Gaudí i encara que no va parlar mai amb ell, si que escoltava les converses entre el seu pare, Josep Garrut i Sala, i l'arquitecte.
Fou conservador i director del Museu d'Història de Barcelona (1973-80), director de la Casa Museu Gaudí de Barcelona,va fundar l'Associació Amics de Gaudí l'any 1952, fundador de la Universalis Foederatio Praesepistica i fundador, l'any 1946 junt amb Agustí Duran i Sanpere, de l'associació Amics de Barcelona Històrica i Monumental. Va publicar diversos treballs d'història anecdòtica de Barcelona i crítica d'art, i va conrear també la pintura. L'any 1944 va fundar el grup Betepocs, més tard anomenat Lucerna amb companys de l'Escola de Belles Arts de Sant Jordi de Barcelona com: Emili Colom i Cormera, Llucià Navarro i Rodón (pintor), Tomàs Bel i Sabatés (escultor), Llorenç Maria Alier i Ochoa (pintor) o Joan Moncada i Planas (pintor), realitzant campaments pictòrics per donar a conèixer l'art català a la resta de la península. Fou un conferenciant molt popular i des del 1985 membre de la Reial Acadèmia Catalana de Belles Arts de Sant Jordi, aquesta institució va passar a ser amb el seu decés dipositària de la major part dels seus arxius i de part d'obres de la seva col·lecció. El 1991 va rebre la Creu de Sant Jordi.
El 2005 va fer donació de la seva col·lecció a l'Associació de Pessebristes de Barcelona i el 2006 va ser nomenat fill adoptiu de Folgueroles. Passats els seus noranta anys es doctorà en història de l'art amb una tesi sobre Antoni Gaudí.

## Publicacions
- Ramón Amadeu y la maravilla de sus belenes (1949)
- 600 anys de plaça Nova (1955), Ed. Selecta
- Enciclopedia de la juventud (1958)
- Barcelona, vint segles d'història (1963), amb Frederic Udina
- Dos siglos de pintura catalana (XIX y XX) (1974)
- L'Exposició Universal de Barcelona de 1888 (1976)
- Jacint Verdaguer, "príncep" dels poetes catalans (1977)
- Jordi Alumà (1984). Fotografies de Joan Iriarte i Ibarz